# Fueter (Familie)
Die Familie Fueter (ausgesprochen [fuətər]) ist eine vermutlich ursprünglich aus Zug stammende Berner Burgerfamilie, welche seit 1528 das Burgerrecht der Stadt Bern besitzt und heute der Gesellschaft zu Pfistern angehört.
Die regimentsfähige Familie Fueter geht auf den Pfarrer Johannes Futter († 1571) zurück. Mehrere seiner Nachkommen waren ebenfalls als Pfarrer tätig, andere als Notare, Drogisten und Apotheker, in niederen städtischen Ämtern oder handwerklichen Berufen.
Das 1796 begründete Bekleidungsgeschäft Fueter AG befand sich bis in die 1980er Jahre im Besitz der Familie.

## Personen
- Johannes Futter († 1571), Pfarrer in Einigen, Kirchdorf und Wimmis
- Andreas Fueter (1660–1742), Glasmaler
- Emanuel Fueter (1700–1749), Stadtleutnant, an der Henzi-Verschwörung beteiligt und enthauptet
- Christian Fueter (1752–1844), Medailleur, Stempelschneider, Münzmeister und Politiker
- Carl Abraham Fueter (1792–1852), Apotheker, Besitzer der Rebleuten-Apotheke in Bern
- Emanuel Eduard Fueter (1801–1855), Schweizer Arzt und Medizinprofessor
- Friedrich Fueter (1802–1858), Politiker
- Rudolf Fueter (1880–1950), Mathematiker
- Eduard Fueter Senior (1876–1928), Historiker und NZZ-Redaktor
- Max Fueter (1898–1983), Bildhauer, Zeichner und Aquarellist
- Eduard Fueter Junior (1908–1970), Wissenschaftshistoriker und Redaktor
- Willy Fueter (1909–1962), Schweizer Schauspieler
- Heinrich Fueter (1911–1979), Filmproduzent
- Anne-Marie Fueter–Blanc (1919–2009), Schauspielerin
- Peter-Christian Fueter (* 1941), Schweizer Filmproduzent
- Martin A. Fueter (* 1944), Schweizer Filmproduzent
- Daniel Fueter (* 1949), Schweizer Pianist, Komponist und Musikdozent
- Mona Petri-Fueter (* 1976), Schweizer Schauspielerin